# 劉楚玉
劉楚玉（440年代—466年1月2日），南朝劉宋山陰公主（封會稽長公主），孝武帝劉駿與皇后王憲嫄第一個孩子，劉子業姐姐，丈夫何戢，南齊皇后何婧英嫡母、南齊高昌縣都鄉君。

## 生平
山阴公主在當時有皇族第一美人之称，孝武帝特地選司空何偃之子何戢與之相配。前宋廢帝劉子業即位後，封她為會稽長公主，時常和她同乘一輦。她曾經向廢帝說：「我與陛下雖說男女有別，但也出自同一個父親。然而陛下六宮粉黛上萬人，我卻只有駙馬一個，實在太不公平了。」於是前廢帝便準備了三十個面首（情夫）給她。
山阴公主窺得尚書吏部郎褚淵的容貌後相當中意，便請求前廢帝讓褚淵服侍她十天，前廢帝答應她，召褚淵去西上閣住十天，而公主每日便去見他。當公主一接近他，他便起身而立，一直不為所動。公主說道：「你的戟髯如此威嚴，為何卻沒有那些男人的樣子？」褚淵回答：「我雖不是什麼敏達之人，但怎麼敢帶頭做出這等亂事？」公主一再相逼，褚淵則是寧死不屈。十日一到，公主仍拿褚淵沒辦法，只好放走他。
景和元年十一月二十九日（465年12月），前廢帝因夢見被他殺害的宮女而感到恐懼，與其姊會稽長公主一起至竹林堂射鬼，劉彧趁此時派壽寂之將荒淫無道的前廢帝殺死，即位為明帝。
翌日，以皇太后路惠男的名義下令：
「豫章王劉子尚個性頑劣，窮凶惡極，悖行天理；會稽長公主劉楚玉縱慾淫亂，私藏男寵，毫無人倫之道可言。現在，可以賜他們兩人在自宅自盡。」
姊弟遂自盡死，劉子尚時年十六歲。公主年齡不詳，而其夫何戢當時不到二十歲，推算可能公主身亡時年齡亦相去不遠，她的丈夫何戢在公主死後，又娶了一個姿色美麗的小妾宋氏，撫養女兒何婧英。南齐时，何戢的庶女何婧英被立为皇后，何婧英的生母宋氏被封为余杭广昌乡君，而过世多年的刘楚玉作為嫡母则被追封为高昌县都乡君。

## 影视形象
- 2018年《凤囚凰》关晓彤饰演刘楚玉